# حسین‌آبادپایین خواف
حسین‌آباد، روستایی است از توابع بخش سنگان شهرستان خواف استان خراسان رضوی ایران.

## جمعیت
این روستا در دهستان بستان قرار داشته و بر اساس سرشماری سال1395 جمعیت آن (450خانوار و3500نفر 
بوده است.